# Andryes
 Andryes  es una población y comuna francesa, en la región de Borgoña, departamento de Yonne, en el distrito de Auxerre y cantón de Coulanges-sur-Yonne.

## Demografía
| 482 | 438 | 428 | 391 | 406 | 445 |
| Para los censos de 1962 a 1999 la población legal corresponde a la población sin duplicidades (Fuente: INSEE [Consultar]) |     |     |     |     |     |